# Farol da Ponta da Ilha
Der Farol da Ponta da Ilha oder Farol da Manhenha ist ein Leuchtturm am Kap Ponta da Ilha im Osten der Azoreninsel Pico. Er steht in der Gemeinde Calheta de Nesquim. Der Leuchtturm ist unter der internationalen Nummer D-2690 und der nationalen Nummer 814 registriert. Er bestrahlt einen Sektor von 166° bis 070° und hat eine Reichweite von 24 Seemeilen.

## Geschichte und Architektur
Der Generalplan zur Befeuerung der portugiesischen Küsten von 1883, der auch die Azoren berücksichtigte, sah bereits den Bau eines Leuchtturms zweiter Ordnung mit einer Reichweite von 25,5 sm am Kap Ponta da Ilha vor. Die Realisierung des Plans kam erst 1942 mit dem Erwerb von 1000 m² Land in Gang. Am 21. Juli 1946 wurde der Leuchtturm – nunmehr fünfter Ordnung – in Betrieb genommen.
Der 19 Meter hohe, quadratische Turm ist mit einem einstöckigen weißen Ziegelbau mit U-förmigem Grundriss verbunden, der dem Leuchtturmwärter und seiner Familie als Wohnung dient, und darüber hinaus Lagerräume enthält. Die metallene Kuppel des Turms ist rot lackiert. Als der Leuchtturm 1946 in Betrieb genommen wurde, hatte das mit einer Öllampe erzeugte Licht eine Reichweite von 26 Seemeilen. 1958 wurde die  Lichtanlage elektrifiziert. Als Lichtquelle diente nun eine 3000-W-Glühlampe. 1987 wurde die Optik modernisiert. Erst 1993 wurde der Leuchtturm an das öffentliche Stromnetz angeschlossen.